# Gary Franks

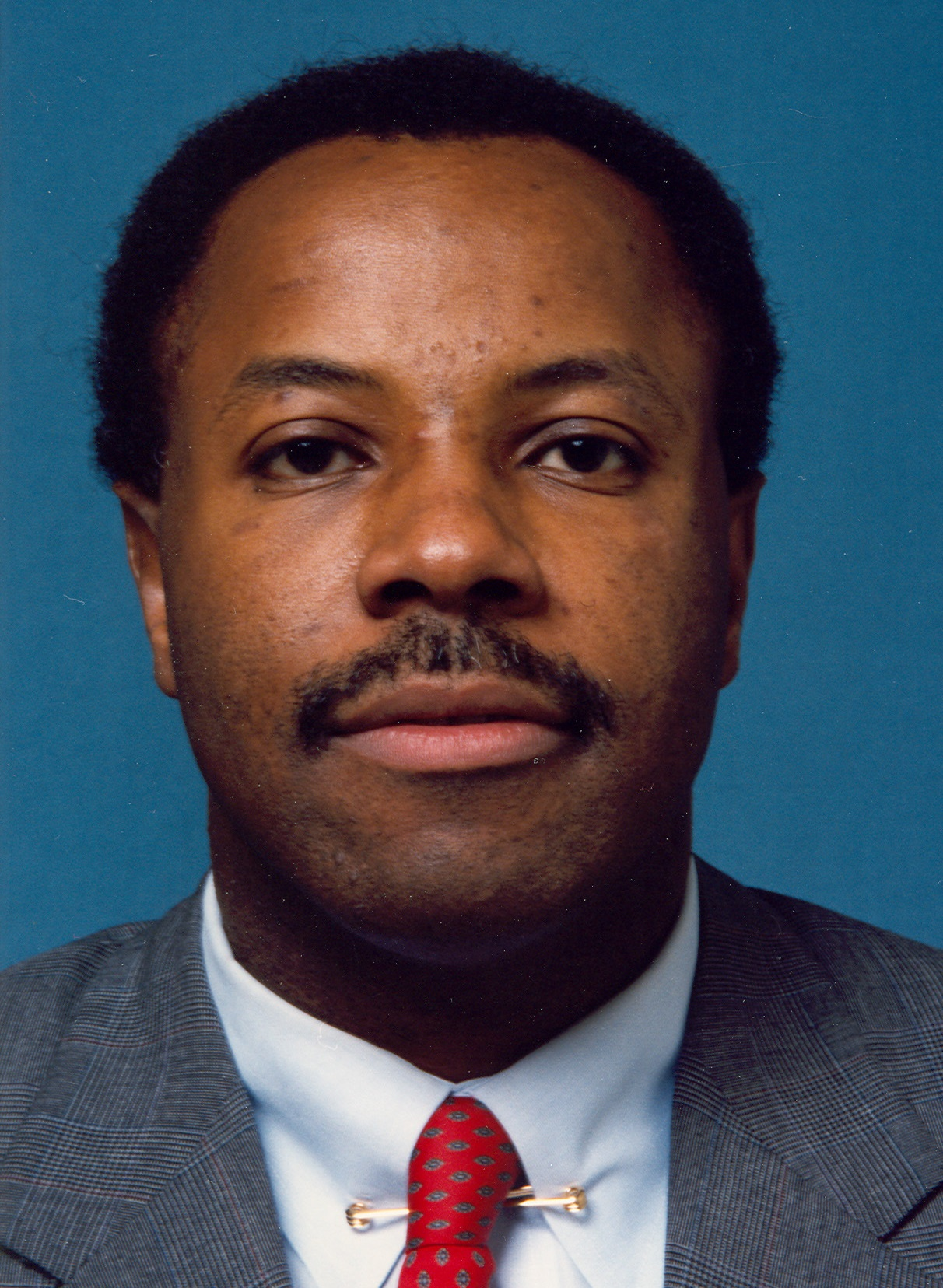
Gary Franks

Gary A. Franks (* 9. Februar 1953 in Waterbury, Connecticut) ist ein US-amerikanischer Politiker. Zwischen 1991 und 1997 vertrat er den Bundesstaat Connecticut im US-Repräsentantenhaus.

## Werdegang
Gary Franks besuchte bis 1975 die Yale University. Er wurde Mitglied der Republikanischen Partei. Zwischen 1986 und 1990 war er Mitglied des Stadtrats von Waterbury. Im Jahr 1986 bewarb er sich erfolglos für das Amt des Leiters des Rechnungshofs von Connecticut.
Bei den Kongresswahlen des Jahres 1990 wurde Franks im fünften Wahlbezirk seines Staates in das US-Repräsentantenhaus in Washington, D.C. gewählt, wo er am 3. Januar 1991 die Nachfolge von John G. Rowland antrat. Nach zwei Wiederwahlen konnte er bis zum 3. Januar 1997 drei Legislaturperioden im Kongress absolvieren. Bei den Wahlen des Jahres 1996 unterlag er dem Demokraten James H. Maloney. Franks war seit 1932 der erste Afroamerikaner, der für die Republikaner in das US-Repräsentantenhaus gewählt wurde; damals gelang dies Oscar Stanton De Priest im Staat Illinois. Neben J. C. Watts aus Oklahoma war Franks in den 1990er Jahren der einzige afroamerikanische Kongressabgeordnete der Republikaner.
Im Jahr 1998 kandidierte Franks erfolglos gegen den Amtsinhaber Chris Dodd für den US-Senat.